# Phelipanche rosmarina
Phelipanche rosmarina är en snyltrotsväxtart som först beskrevs av Günther von Mannagetta und Lërchenau Beck, och fick sitt nu gällande namn av Banfi, Galasso och Soldano. Phelipanche rosmarina ingår i släktet Phelipanche och familjen snyltrotsväxter. Inga underarter finns listade i Catalogue of Life.